# ARTMIC Studios
ARTMIC Studios (アートミック, Ātomikku)  pour Art and Modern Ideology for Creation, était une société japonaise de production d’anime fondée en 1978 par Toshimichi Suzuki. Elle était spécialisée dans les films d'animation OAV et basée à Kichijoji, Tokyo. À la suite de poursuites judiciaires par Youmex/ Toshiba/EMI à propos de  Bubblegum Crash ,  la société a dû fermer en 1997. La société partenaire AIC en détient désormais les droits intellectuels.

## Artistes
- Toshimichi Suzuki
- Kenichi Sonada
- Shinji Aramaki

## Production

### OVAs
- 1990: Sengoku Busho Retsuden Bakufu Doji Hissatsuman
- 1991: Bubblegum Crash
- 1994: Genocyber
- 1995-96: Battle Skipper
- 1996: Power Dolls
- 1996: Hikarian

#### En collaboration avecTatsunoko
- 1985: Genesis Climber Mospeada: Love, Live, Alive
- 1993-94: Casshan: Robot Hunter
- 1994-95: Gatchaman

#### En collaboration avecAIC
- 1986: Wanna-Be's
- 1986-92: Gall Force series
- 1987-91: Bubblegum Crisis
- 1987-89: Dangaioh
- 1987: Metal Skin Panic MADOX-01
- 1988-90: Hades Project Zeorymer
- 1989: Riding Bean
- 1989: Megazone 23 III
- 1990: A.D. Police Files
- 1990-91: The Hakkenden (first season)
- 1991-93: Detonator Orgun
- 1992-93: Genesis Survivor Gaiarth
- 1992: Scramble Wars

### Film d’animation
- 1982: Techno Police 21C (avec Studio Nue)

### Séries télévisées
- 1983: Genesis Climber Mospeada (avec Tatsunoko)
- 1984: Super High Speed Galvion